# 蒋翊武

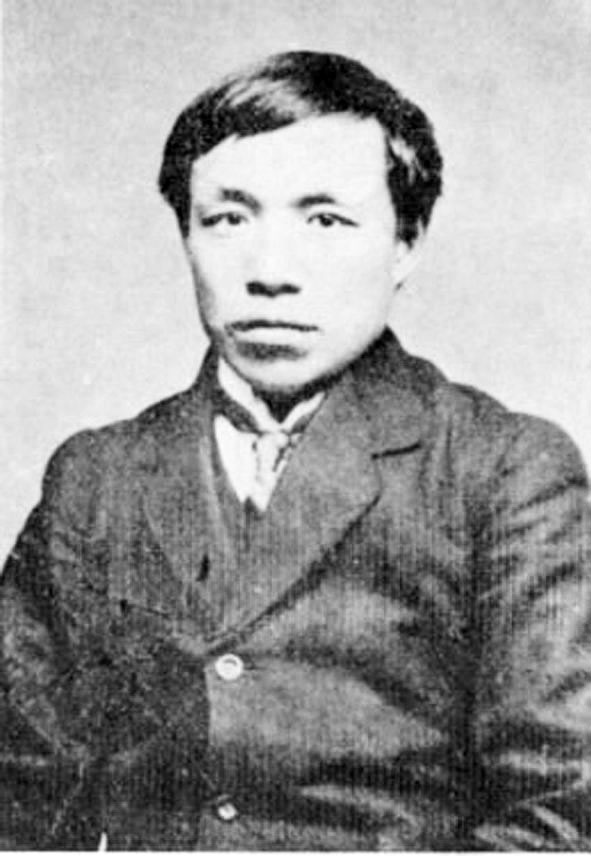
蒋翊武

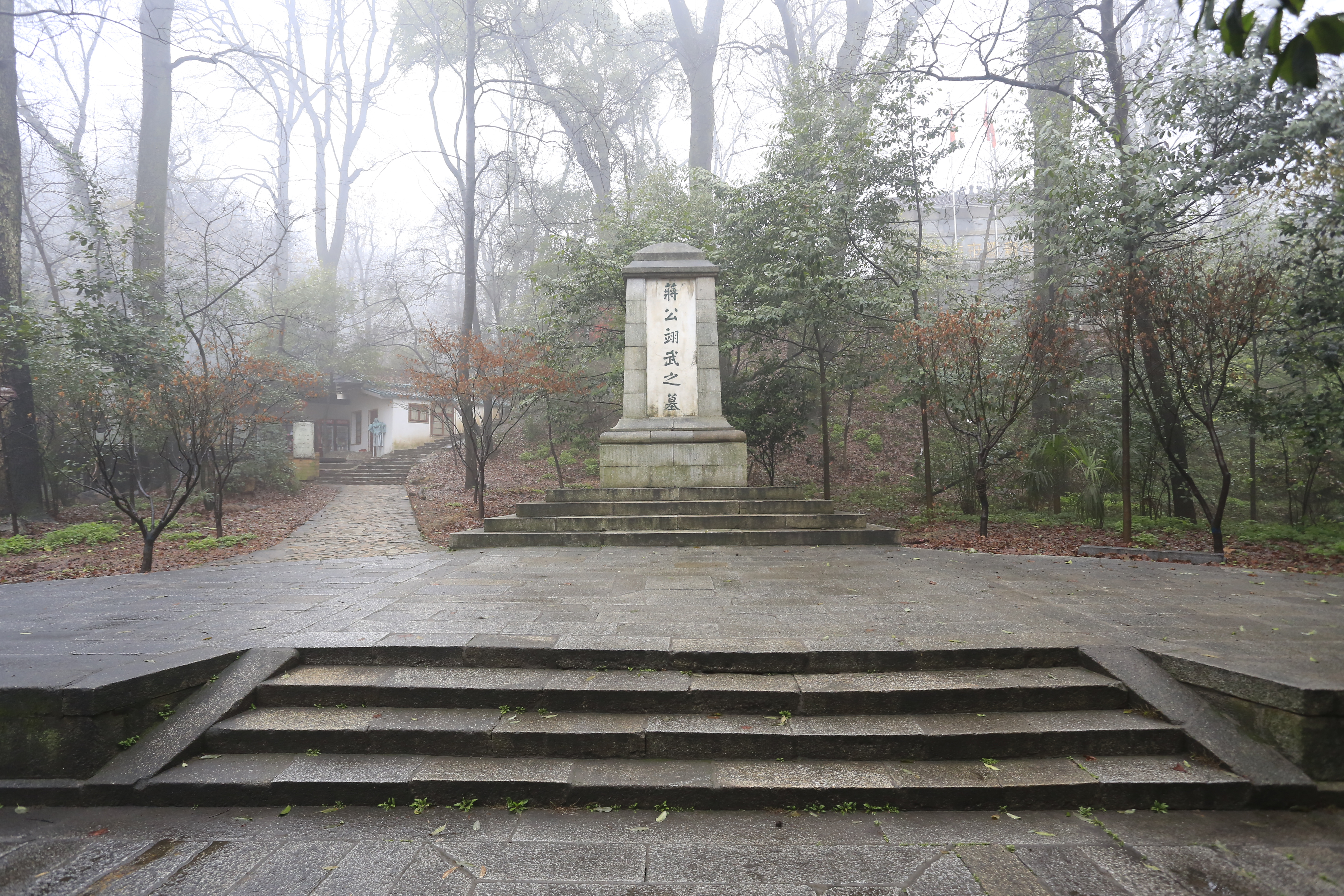
长沙岳麓山蒋翊武墓

蒋翊武（1885年—1913年），字伯夔，湖南省澧县城关人，武昌起义领导人之一，中国民主革命家。

## 生平
1891年发蒙于澧州澧兰书屋、1903年毕业于澧州高等小学、继而考入常德湖南省西路公立师范学堂。次年，华兴会副会长宋教仁来常德策划革命，蒋翊武与其结识后，积极配合策划。1904年秋，长沙起义事泄，因涉嫌而被校方除名。1906年就读于上海中国公学，加入同盟会。1909年，蒋翊武化名“伯夔”，在天门投入41标3营左队充士兵，并参加了群治学社。该社后来改为振武学社，机关报是《商务报》。1911年春“振武学社”改组为“文学社”，蒋翊武被推选为社长。
1911年4月，广州黄花岗起义失败，蒋翊武、刘复基乃派居正、杨玉如赴上海与宋教仁等谋划武汉大举。9月24日，文学社与共进会在武昌召开由双方负责人和新军代表60余人参加的联席会议，会上组建了起义的领导机构——起义总指挥部。文学社负责人蒋翊武被推举为起义临时总司令，共进会负责人孙武被推举为参谋长。
10月9日事泄，引起清军大搜捕，蒋翊武决定当夜发动起义，但指挥部被清军破获，彭楚藩、刘复基、杨宏胜被捕，10月10日晨被斩首。蒋翊武出逃。当天晚上，共进会会员新军八镇工程营士兵熊秉坤、金兆龙、程定國殺死軍官陶啟聖，發動兵變，各标营奋起响应，夺取楚望臺军械库后，进攻督署和第八镇司令部，武昌全被占领，汉口、汉阳起义一举成功。
蒋翊武在脱险后离开武昌往西向京山、天门方面逃跑，10月12日回到武昌。众人举蒋翊武参与机要，任职都督府顾问，兼任军务部副部长等职。
1913年，蒋翊武在广西进行反对袁世凯的活动时，被亲袁的广西军阀陆荣廷逮捕并处决于桂林榕湖畔。该处现有孙文题字之蒋翊武就义处纪念碑，碑边道路取名翊武路。1916年9月，自桂林迁葬于湖南长沙岳麓山，墓葬现为湖南省文物保护单位。